# Ute Stange
Ute Schell-Wagner-Stange (Heubach 2 april 1966) is een Duits roeister.
Schell won in 1988 olympisch goud in de acht voor de DDR. Een jaar later veroverde Schell de wereldtitel in de vier-zonder. In 1992 nam Schell deel namens het verenigde Duitsland en veroverde de bronzen medaille in de acht. Schell won in 1994 haar tweede wereldtitel dit maal in de acht.

## Resultaten

### Olympische Zomerspelen
| Jaar | Plaats    | Resultaten    |
| ---- | --------- | ------------- |
| 1988 | Seoel     | in de acht    |
| 1992 | Barcelona | in de acht    |
| 1996 | Atlanta   | 8e in de acht |

### Wereldkampioenschappen roeien
| Jaar | Plaats       | Resultaten        |
| ---- | ------------ | ----------------- |
| 1985 | Hazewinkel   | in de acht        |
| 1986 | Nottingham   | in de acht        |
| 1987 | Kopenhagen   | 4e in de acht     |
| 1989 | Bled         | in de vier-zonder |
| 1990 | Barrington   | in de acht        |
| 1991 | Wenen        | 5e in de acht     |
| 1993 | Račice       | in de acht        |
| 1994 | Indianapolis | in de acht        |
| 1995 | Tampere      | 4e in de acht     |

1976: Goretzki & Knetsch & Richter & Ahrenholz & Kallies & Ebert & Lehmann & Müller & Wilke ·
1980: Boesler & Neisser & Köpke & Schütz & Kühn & Richter & Sandig & Metze & Wilke ·
1984: O'Steen & Metcalf & Bower & Graves & Flanagan & Norelius & Thorsness & Keeler & Beard ·
1988: Strauch & Zeidler & Haacker & Wild & Kluge & Schröer & Balthasar & Stange & Neunast ·
1992: Barnes & Taylor & Delehanty & Crawford & McBean & Worthington & Monroe & Heddle & Thompson ·
1996: Tănase & Cochelea & Gafencu & Spîrcu & Olteanu & Lipă & Popescu & Ignat & Georgescu ·
2000: Damian & Susanu & Olteanu & Cochelea & Dumitrache & Lipă & Gafencu & Ignat & Georgescu ·
2004: Florea & Susanu & Bărăscu & Papuc & Gafencu & Lipă & Damian & Ignat & Georgescu ·
2008: Cafaro & Cummins & Davies & Francia & Goodale & Lind & Logan & Shoop & Whipple ·
2012: Cafaro & Francia & Lofgren & Ritzel, Musnicki & Logan & Lind, Davies & Whipple ·
2016: Elmore & Gobbo & Logan & Musnicki, Polk & Regan & Schmetterling & Simmonds & Snyder ·
2020: Roman & Gruchalla-Wesierski & Roper & Proske & Grainger & Mailey & Payne & Wasteneys & Kit ·
2024: Rusu & Anghel & Bodnar & Lehaci & Adam & Bereș & Vrînceanu & Radiș & Petreanu